# Nycteola rufomarmorata
Nycteola rufomarmorata är en fjärilsart som beskrevs av Obraztsov 1953. Nycteola rufomarmorata ingår i släktet Nycteola och familjen trågspinnare. Inga underarter finns listade i Catalogue of Life.